# Vladimir Vauhnik

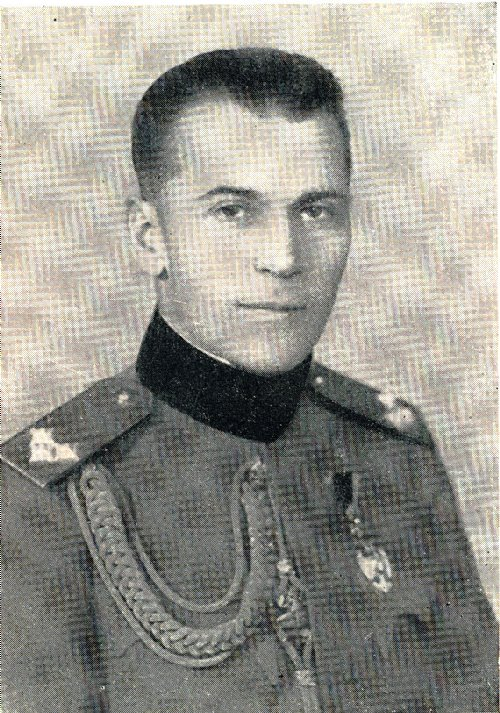
Vladimir Vauhnik in der Uniform der jugoslawischen Armee (Foto aus den 1920ern)

Vladimir Vauhnik (* 24. Juni 1896 in Friedau, Untersteiermark, Österreich-Ungarn; † 1955 in Buenos Aires, Argentinien) war ein jugoslawischer Offizier slowenischer Herkunft, der als Militärattaché und Agentenführer während des Zweiten Weltkriegs als Spion im Deutschen Reich arbeitete. Er wurde in Berlin vom bevorstehenden Angriff der Wehrmacht auf Jugoslawien am 6. April 1941 informiert und warnte die Landesführung, die ihm jedoch keinen Glauben schenkte. Nach der Kapitulation Jugoslawiens 1941 wurde er von der Gestapo für mehrere Monate inhaftiert und kehrte dann in das besetzte Jugoslawien zurück, wo er angeblich als Spion für die West-Alliierten aktiv war. 1944 flüchtete er in die Schweiz, von wo er 1948 nach Argentinien emigrierte, wo er sieben Jahre darauf verstarb. Seine Rolle zwischen den verschiedenen jugoslawischen Faktionen 1941–44 und im Exil ist umstritten.

## Leben und Werk

### Herkunft, Jugend und Offiziersschule(1896–1914)
Vladimir Vauhnik wurde 1896 zur Zeit der k. u. k. Monarchie im Dorf Svetinje bei Friedau (heute Ormož) in der Nähe von Pettau (heute Ptuj) geboren. Sein Vater war Oberlehrer an der örtlichen Schule; Vladimir hatte drei Brüder und eine Schwester. Die Untersteiermark war zu der Zeit mehrheitlich deutsch besiedelt, jedoch versuchten die Eltern Vauhnik ihre Kinder im slowenischen Nationalbewusstsein zu erziehen. Nach dem Besuch der Grundschule wechselte Vladimir auf das Gymnasium von Marburg an der Drau (heute Maribor), wo er schnell zum Primus wurde, besonders in Mathematik und Geschichte. In der 8. Klasse (Untertertia) nahm Vladimir an einer fakultativen Prüfung zur steirischen Geschichte teil und wurde Prüfungsbester im Wettbewerb mit Schülern höherer Klassenstufen, wofür er von der Steirischen Landesregierung eine Goldmünze erhielt.
Nach Abschluss der 8. Klasse wechselte er 1911 auf die Infanteriekadettenschule von Marburg an der Drau. Die Aufnahme in den ersten Jahrgang einer Kadettenschule setzte den erfolgreichen Besuch der vier untersten Klassen eines Gymnasiums voraus; damit gehörte Vladimir zu den Jüngsten seiner Klassenstufe, gehörte jedoch erneut zu den Klassenbesten. Nach seinem dritten Jahr auf der Kadettenschule erreichte er den Titularrang Leutnant und hatte die Zusage zum Besuch der Theresianischen Militärakademie in Wiener Neustadt. Mit dem Ausbruch des Ersten Weltkriegs im August 1914 trat er stattdessen mit gerade 18 Jahren seinen Kriegsdienst in der k.u.k. Armee an.

### Kriegsteilnahme, Generalstabsakademie und Offizierslaufbahn(1914–1936)
Vauhnik diente als Offizier im Infanterie-Regiment Nr. 17, welches mehrheitlich aus Slowaken, aber zu einem guten Teil auch aus Slowenen bestand. Das Regiment war Teil der 6. Division, welche in der Schlacht von Galizien bei Przemyśl eingesetzt war. Er nahm an einer Reihe von Schlachten teil, und wurde mehrfach verwundet. 1918 war Vauhnik für kurze Zeit Regimentskommandant, und geriet nach dem Zusammenbruch der Alpenfront in italienische Kriegsgefangenschaft, aus der er jedoch nach kurzer Zeit entkam.
Vauhnik kehrte aus der Kriegsgefangenschaft nach Marburg an der Drau zurück, dessen Zugehörigkeit zwischen dem späteren Österreich und Jugoslawien umstritten war. Vauhnik trat der neugebildeten jugoslawischen Armee als Hauptmann bei und nahm an Kämpfen in Süd-Kärnten teil. Danach schloss er sein Studium an der neu gebildeten jugoslawischen Militärakademie in Belgrad ab und besuchte ab 1922 die französische Stabsakademie École supérieure de guerre und gehörte damit zum gleichen Lehrgang wie Charles de Gaulle und der spätere Tschetnik-General Draža Mihailović. Nach seiner Rückkehr nach Jugoslawien hatte er verschiedene Dienststellungen in der königlichen Armee inne, bevor er 1930 zum Professor an der Belgrader Militärakademie berufen wurde, wo er für sieben Jahre den Lehrstuhl für Strategie innehatte. Neben den drei Sprachen, mit denen Vauhnik aufgewachsen war (Slowenisch, Deutsch und Serbokroatisch) lernte er Französisch, Italienisch und Englisch. Er veröffentlichte eine Reihe von militärischen Schriften und wurde zum Oberst befördert – zum Zeitpunkt der Beförderung war er der jüngste Offizier mit diesem Dienstgrad in der gesamten jugoslawischen Armee.

### Militärattaché und Spion in Berlin(1937–1941)
1937 wurde Vauhnik zum Militärattaché in der Königlich-Jugoslawischen Gesandtschaft in Berlin bestellt.
Am 28. Oktober 1940 lehnte der griechische Diktator General Metaxas ein unannehmbares Ultimatum von Mussolini mit einem berühmten Telegramm ab, welches nur aus dem Wort „όχι“ (Griechisch: nein) bestand. Daraufhin erfolgte der Angriff der italienischen Truppen auf Griechenland. Am 1. November erhielt Vauhink außerhalb der normalen Befehlskette ein Telegramm vom jugoslawischen Kriegsminister Milan Nedić, das ihn instruierte, für den Fall einer griechischen Niederlage im Krieg gegen Italien vorsorglich Ansprüche auf Saloniki anzumelden. Saloniki (heute Thessaloniki) war der wichtigste Exporthafen Jugoslawiens zum Mittelmeer, und im Gegensatz zur Adria nicht leicht durch die italienische Marine zu blockieren. Nachdem er sich mit dem Gesandten Ivo Andrić abgestimmt hatte, der nach Rückfrage beim stellvertretenden Außenminister nichts über das Telegramm in Erfahrung bringen konnte und es als Verrat am griechischen Verbündeten bezeichnete, traf sich Vauhnik mit Oberst von Mellenthin, Leiter der Attaché-Gruppe im Generalstab des Heeres. Dabei deutete er die Möglichkeit eines Eingreifens der jugoslawischen Armee für den Fall einer italienischen Besetzung oder auch bulgarischen Annexion von Saloniki an. Diese Nachricht wurde daraufhin wie von Vauhnik beabsichtigt an das deutsche Auswärtige Amt weitergegeben. Dies ist von Bedeutung für die Frage, ob Prinzregent Paul bzw. die jugoslawische Regierung Thessaloniki als „Gegenleistung“ für den Beitritt Jugoslawiens zum Dreimächtepakt verlangt haben, wie unter anderem Ribbentrop in einer Rede am 6. April 1941 behauptet hatte.
In der zweiten Märzwoche 1941 hatte Vauhnik aus verschiedenen Quellen hinreichend sichere Informationen über den Angriffsplan Deutschlands auf die Sowjetunion erhalten, so dass er diese Nachricht mit Nennung der Angriffsstärke von 200 Divisionen und dem Termin der zweiten Maihälfte an den jugoslawischen Generalstab sowie an den Adjutanten von Prinzregent Paul sandte. Die Nachricht wurde allerdings weder bestätigt noch sind daraus Schlussfolgerungen für die Strategie Jugoslawiens gezogen worden. Daraufhin bat Vauhnik den Gesandten Andrić, die Nachricht auch an Aleksandar Cincar-Marković zu geben, der es für seine Verhandlungen mit Deutschland gebrauchen könnte. Über den schwedischen Militärattaché informierte er auch die britische Mission, welche wiederum über London Russland warnte.
Am 25. März 1941 fand in Wien die Unterzeichnungszeremonie des erzwungenen Beitritts Jugoslawiens zum Dreimächtepakt der Achse Deutschland-Italien-Japan statt. Zwei Tage später führten jugoslawische Kräfte, die dem deutschen Kriegsgegner Großbritannien nahestanden, einen Staatsstreich durch. Daraufhin änderte die deutsche Führung kurzfristig ihre Pläne für den Kriegseintritt gegen Griechenland an der Seite Italiens (Unternehmen „Marita“ ) und kombinierte die Operation mit einem Angriff auf Jugoslawien. Am 2. April 1941 warnte Vauhnik seine Vorgesetzten in Belgrad mit genauer Nennung von Datum und Uhrzeit des geplanten Angriff der Wehrmacht auf Jugoslawien (6. April 1941) und der beteiligten 32 Divisionen. Angeblich soll er diese Information von Oberst Hans Oster aus der Abwehr erhalten haben, der für den Abwehrchef Canaris Verbindung zum nationalkonservativen Widerstand hielt. Nach dem Angriff auf Belgrad am 6. April 1941 wurde Vauhnik unter Missachtung seiner diplomatischen Immunität von der Gestapo für vier Monate inhaftiert.

### Im besetzten Jugoslawien, Flucht und Exil(1941–1955)
Im Herbst 1941 wurde Vauhnik freigelassen. In seinen Memoiren schreibt er, dass man ihm in der Gestapohaft einen Zettel mit der Notiz „Geh in die Slowakei oder nach Kroatien und warte dort auf Anweisungen!“ zukommen ließ, und ihm Gestapo-Chef Walter Schellenberg persönlich die deutsche Staatsbürgerschaft und einen Führungsposten in den Kruppwerken anbot. Ob Vauhnik damit eine zumindest versuchte Anwerbung umschreibt, und ob seine Freilassung damit in Zusammenhang steht, ist umstritten. Jedenfalls verließ Vauhnik Deutschland und hielt sich für einige Monate in Zagreb auf. Angeblich soll er dort auch der faschistischen Ustascha beigetreten sein. Vauhniks Gegenspieler Schellenberg schrieb 1950 als Häftling nach seiner Verurteilung im Wilhelmstraßen-Prozess eine Autobiographie und beurteilte darin Vauhniks „Kenntnis der politischen und militärischen Pläne der deutschen Führung“ als „erstaunlich umfassend und korrekt“.
Nach der Zerschlagung Jugoslawiens im April 1941 hatten sich konservative Gruppen Sloweniens im Slowenischen Bund (Slovenska zveza) organisiert. Der Bund bestand aus ehemaligen Mitgliedern der Slowenischen Volkspartei und der Jugoslawischen Nationalpartei (JNS), sowie aus römisch-katholischen Kreisen unter der Leitung des Bischofs Gregorij Rožman, und unterhielt Verbindungen zur königlich-jugoslawischen Exilregierung und zu den Tschetniks Draža Mihailovićs. Die Zveza hatte anfangs einen halb-illegalen Status inne, trat jedoch Mitte 1942 aus der Isolation heraus und beteiligte sich an der Bekämpfung des kommunistischen Widerstands in Slowenien. Zu diesem Zweck wurde unter italienischer Schirmherrschaft die Weiße Garde (it. MVAC, Milizia volontaria anticomunista) gegründet, die formell Mihailovićs Kommando Slowenien unterstand. Nach der Kapitulation Italiens im September 1943 wurde die Weiße Garde von Truppen der Jugoslawischen Volksbefreiungsarmee zerschlagen. Ihren Platz nahm die mit deutscher Hilfe gegründete und ausgerüstete Formation Slovensko domobranstvo ein, welche vom königlich-jugoslawischen General Leon Rupnik kommandiert wurde.
Vor dem Hintergrund wachsender militärischer Erfolge der Alliierten kam es 1944 zu einer Einigung nationalistischer Kräfte in Slowenien, die eine Annäherung an Draža Mihailović verfolgten. Die jugoslawische Exilregierung verfolgte hierbei den Plan, ein unabhängiges Slowenien auszurufen, dem bei Gefahr eine anglo-amerikanische Militärintervention zu Hilfe eilen würde. Auf Anregung des exil-jugoslawischen Ministers Miha Krek reorganisierte die Zveza im Januar 1944 ihre Truppen und gründete ein Kommando des königlich-jugoslawischen Heeres in Slowenien, zu dessen Kommandanten Vauhnik ernannt wurde. Mihailović, durch den Zveza-Beschluss vor vollendete Tatsachen gestellt, aber um eine Versöhnung bemüht, anerkannte die neue Situation. Vauhnik wird in Dokumenten der Tschetnik-Bewegung unter dem Code-Namen „Vasić“ und „Vajko“ erwähnt.
Vauhnik beschaffte sich ein Visum und ließ sich im italienisch besetzten Lubiana (deutsch Laibach, heute Ljubljana) nieder. Dort gründete und führte er die Spionageorganisation BBZ, für die er seine Kontakte aus der Zeit als Militärattaché nutzte. Die gewonnenen Informationen gab er über Stationen in Italien an den britischen Generalkonsul im neutralen Bern weiter. Im April 1944 wurde Vauhniks Cousine Melita Thaler (verw. Tomic), die für BBZ als Spionin arbeitete, in Zagreb verhaftet und bald darauf zum Tode verurteilt. Daraufhin verließ Vauhnik im Juni 1944 Lubiana in Richtung Mailand, um von dort auf Schleichpfaden in die Schweiz zu flüchten. Nach dem Ende des Zweiten Weltkriegs entschied er sich gegen eine Rückkehr in das nun sozialistische Jugoslawien unter Tito und emigrierte 1948 nach Argentinien. Dort starb er 1955 nach einer erfolglosen Operation.

## Werke
- Vladimir Vauhnik: Slobodna Slovenija. Argentinien 1965. (Slowenisch)
- Vladimir Vauhnik: Memoiren eines Militärattachés - ein Kampf gegen das Fingerspitzengefühl Hitlers. Editorial Palabra Eslovena, Argentinien 1967. (Übersetzung von Slobodna Slovenija ins Deutsche.)
- Vladimir Vauhnik: Slobodna Slovenija. ČGP Delo, Jugoslawien 1972. (Slowenisch, gekürzte und aus vermutlich politischen Gründen gegenüber der Originalausgabe geänderte Edition.)
- Vladimir Vauhnik: Nevidljivi front - borba za očuvanje Jugoslavije. München 1984. (Übersetzung von Slobodna Slovenija ins Serbokroatische.)